# Robert Sharpe Ainslie
Robert Sharpe Ainslie (1730-1812) był brytyjskim dyplomatą.
Jako długoletni (1776–1792) ambasador brytyjski w Konstantynopolu starał się ukrócić wpływy francuskie na dworze osmańskim. W 1787 roku Ainslie i poseł szwedzki w Turcji Gerhard Johan von Heidenstam, wspomagani przez posła pruskiego Heinricha von Diez próbowali przekonać Turków by nie przyjmowali warunków pokojowych, które proponowała Francja, jako pośredniczka z wrogiem Turcji - Rosją. 
Ambasador francuski Marie-Gabriel-Florent-Auguste de Choiseul-Gouffier złożył wówczas skargę na postępowanie posła szwedzkiego, którego Ainslie nastawiał przeciw Francji.